# Sein Segen fliesst daher wie ein Strom
Sein Segen fliesst daher wie ein Strom (Que la bénédiction vienne comme les flots d'un fleuve), BWV Anh. 14, est une cantate sacrée de Johann Sebastian Bach donnée le 12 février 1725 à l'église Saint-Nicolas de Leipzig pour le mariage de Christoph Friedrich Lösner et de Johanna Elisabeth Scherling. L'auteur du livret est inconnu mais le document est resté, contrairement à la partition qui a disparu.